# Harold Hardwick
Harold Hardwick (Australia, 14 de diciembre de 1888-22 de febrero de 1959) fue un nadador de Australia especializado en pruebas de estilo libre, donde consiguió ser campeón olímpico en 1912 en los 4x200 metros.

## Carrera deportiva
En los Juegos Olímpicos de Estocolmo 1912 ganó la medalla de oro en los relevos de 4x200 metros estilo libre, por delante de Estados Unidos y Reino Unido; y también ganó dos medallas de bronce en las pruebas de 400 metros libre con un tiempo de 5:31.2 segundos, y 1500 metros estilo libre con un tiempo de 22:15.4 segundos.